# Cain Gordon
Cain Gordon, folkbokförd som Cain Stefan Gordon McDonald, född 6 november 1980, är en svensk musiker med skotskt påbrå. Han spelar akustisk rock och faller in i den amerikanska genren AAA (Adult Album Alternative). Började sin karriär i hardcore/metal bandet Painfield (1997-2007)  och startade sedan surfpop bandet TCABB som släppte två fullängdare(2005 - nutid). Hans första soloplatta "The Shepherd" (april 2011) blev starten på hans solokarriär som Cain Gordon. 2012 släpptes singeln "The storm" och året därpå nästa fullängdare "A Dying Breed".